# Albuca fragrans
Albuca fragrans är en sparrisväxtart som beskrevs av Nikolaus Joseph von Jacquin. Albuca fragrans ingår i släktet Albuca och familjen sparrisväxter. Inga underarter finns listade i Catalogue of Life.